# Boże Narodzenie (obraz Gerarda Davida)
Boże Narodzenie – obraz olejny niderlandzkiego malarza Gerarda Davida, namalowany w roku 1490.

## Opis
Obraz Davida ma cechy późnego gotyku niderlandzkiego i wczesnego renesansu dochodzącego z południowych prowincji. Widać tu wpływy starych mistrzów. Realizm szczegółów uwidacznia się w sposobie przedstawienia postaci. Z lewej strony obrazu do Dzieciątka zbliża się pasterz a jego układ ciała, zwłaszcza nóg, świadczy o jego niezdecydowaniu i ostrożności. Święty Józef trzyma w dłoniach zapaloną świecę, która ma symbolizować nadzieję na nadchodzące odkupienie. Twarze wszystkich postaci mają cechy indywidualnych portretów. Nad postaciami widoczna jest stara, rozwalająca się stajenka. Jest ona połączona z ruinami bramy romańskiej. W ówczesnym czasie wszystko co związane z tym stylem wiązało się już z tym co się kończy i odchodzi. Ruiny i zniszczona stajenka jest więc alegorią oczekiwania na zbawienie, a Boże Narodzenie chwilą zapowiedzi rychłego odkupienia. W tle David ukazał w szczegółowy sposób krajobraz miejski z domami mieszczan, zamkiem i katedrą. Liczne szczegóły wraz z ciekawską postacią widoczną z prawej strony, wychylającą się zza ściany robi wrażenie naturalności sceny. Tajemniczą postacią jest prawdopodobnie malarz, a malując swój autoportret sygnował swoje dzieło.